# Survivor Series (2007)
Survivor Series 2007 est le vingt-et-unième Survivor Series, pay-per-view annuel de catch produit par la World Wrestling Entertainment. Il s'est déroulé le 18 novembre 2007 au AmericanAirlines Arena de Miami, Floride.
Le thème officiel du PPV est Tick Tick Boom du groupe The Hives.

## Résultats
- Triple Threat match pour le ECW Championship : CM Punk déf. Johnny Morrison et The Miz (7:56)
- 10 Divas Tag Team match : Mickie James, Maria, Torrie Wilson, Michelle McCool & Kelly Kelly def. Beth Phoenix, Jillian Hall, Melina, Victoria & Layla (4:42)
  - Pendant le match, Mickie James a embrassé Melina pour la déconcentrer
  - Mickie James a effectué le tombé sur Melina après un Long Kiss Goodnight.
- World Tag Team Championship : Lance Cade & Trevor Murdoch def. Cody Rhodes et Hardcore Holly (7:18) 
  - Trevor Murdoch a effectué le tombé sur Cody Rhodes après un Sunset Flip Powerbomb.
- Handicap Tag Team Match : Team Triple H (Triple H, Jeff Hardy, Rey Mysterio & Kane) def. Team Umaga (Umaga, Mr. Kennedy, Montel Vontavious Porter, Finlay & Big Daddy V (w/Matt Striker)) (22:08)
  - Matt Hardy était à l'origine supposé être dans la Team Triple H, mais il était retiré selon la storyline où il subissait une blessure au genou par MVP.

| Élimination | Catcheur                              | Équipe                                | Éliminé par                           | Manière                               | Temps                                 |
| ----------- | ------------------------------------- | ------------------------------------- | ------------------------------------- | ------------------------------------- | ------------------------------------- |
| 1           | Kane                                  | Team Triple H                         | Big Daddy V                           | (Big Daddy V Drop)                    | 5:25                                  |
| 2           | Rey Mysterio                          | Team Triple H                         | Umaga                                 | (Samoan Spike)                        | 9:14                                  |
| 3           | MVP                                   | Team Umaga                            | Jeff Hardy                            | (Twist of Fate)                       | 12:49                                 |
| 4           | Mr. Kennedy                           | Team Umaga                            | Triple H                              | (Spinebuser & Elbow Drop)             | 14:20                                 |
| 5           | Big Daddy V                           | Team Umaga                            | Triple H                              | (Double DDT)                          | 15:24                                 |
| 6           | Finlay                                | Team Umaga                            | Triple H                              | (Pedigree)                            | 21:14                                 |
| 7           | Umaga                                 | Team Umaga                            | Jeff Hardy                            | (Pedigree & Swanton Bomb)             | 22:08                                 |
| Survivants: | Jeff Hardy & Triple H (Team Triple H) | Jeff Hardy & Triple H (Team Triple H) | Jeff Hardy & Triple H (Team Triple H) | Jeff Hardy & Triple H (Team Triple H) | Jeff Hardy & Triple H (Team Triple H) |
- The Great Khali (w/Ranjin Singh) def. Hornswoggle par DQ (3:16)
  - The Great Khali l'a emporté quand Finlay intervenait et l'attaquait avec son shillelagh.
- WWE Championship : Randy Orton (c) def. Shawn Michaels (17:48)
  - Si Shawn Michaels utilisait son Sweet Chin Music, il était disqualifié et il n'aurait plus aucune autre chance pour le titre tant que Randy Orton soit champion. Si Randy Orton se faisait disqualifié, il perdait la ceinture.
  - Randy Orton a effectué le tombé sur Shawn Michaels après un RKO.
  - Michaels a utilisé le Sweet Chin Music après la fin du match.
- Hell in a Cell pour le World Heavyweight Championship : Batista (c) def. The Undertaker (21:24)
  - Undertaker s'apprêtait à gagner le match quand Edge, qui était déguisé en caméraman au bord du ring, effectuait son retour et intervenait en attaquant l'Undertaker avec une caméra, et il plaçait Batista, inconscient, sur l'Undertaker pour lui permettre d'effectuer le tombé victorieux.